# Léonidas (Verneuil)
Pour les articles homonymes, voir Léonidas (homonymie).
Léonidas est une comédie en trois actes et quatre tableaux de Louis Verneuil écrite en 1936 et représentée pour la première fois le 7 octobre 1938 au théâtre de Paris

## Synoptique
En vacance, la princesse Xenia, fille unique du roi d'un pays imaginaire d'Europe centrale, tombe amoureuse de Roger le fils du député Ferrandier qui est chef d'un partis politique extrêmement hostile à la monarchie. Elle cache à Roger ses origines et se fait embaucher comme gouvernante par le député Ferrandier, mais son père décède et malgré l'amour qu'elle a pour Roger, elle est obligée de rentrer dans son pays pour remplacer son père sur le trône. Devenue Reine, elle réalise qu'elle est enceinte de Roger et doit se marier. Elle contacte le député Ferrandier qui, apprenant qui elle est, s'élève farouchement contre un mariage avec Roger. S'étant lancé dans la politique et sans savoir qu'elle en est la reine, Roger vient dans le pays de Xenia en tant que révolutionnaire pour soulever le peuple. Le Grand Duc Grégor, oncle de Xenia, profite du soulèvement pour la détrôner. Libre, elle peut alors épouser Roger. Ils appelleront leur fils Léonidas.

## Historique
La pièce était initialement programmée pour passer en 1936 au théâtre de Paris avec une distribution différente, mais victime de nombreux imprévus elle est d'abord reprogrammée pour février 1937 au Théâtre de la Porte-Saint-Martin, puis en mai 1937 au théâtre Marigny et une seconde fois au théâtre de Paris en 1937 où elle ne sera finalement produite qu'en octobre 1938

## Distribution
- Pierre Brasseur : l'amoureux Roger Ferrandier
- Zita Perzel : la princesse Xenia
- Lucien Brulé : l'oncle de Xenia Le grand Duc Grégor
- Alice Beylat : la dame d'honneur de la reine Xenia
- Louis Florencie : le député Ferrandier
- Suzanne Lançay : la femme du député Ferrandier
- Janine Borelli : la fille du député Ferrandier
- Jacques Louvigny : un premier ministre
- Henri Darbrey : un ministre
- Chartrettes : un ministre
- Léon Gautier : un ministre
- Jacques Servière : le capitaine des gardes de la reine
- Marco-Behar : un agriculteur révolutionnaire